# Trichomoplata cassiope
Trichomoplata cassiope är en fjärilsart som beskrevs av William Schaus 1892. Trichomoplata cassiope ingår i släktet Trichomoplata och familjen tandspinnare. Inga underarter finns listade i Catalogue of Life.